# Władca Pierścieni: Wyprawa Aragorna
Władca Pierścieni: Wyprawa Aragorna (ang. The Lord of the Rings: Aragorn’s Quest) – konsolowa gra akcji wyprodukowana przez Traveller’s Tales, której premiera odbyła się 14 września 2010 roku na Wii, PlayStation 2, PlayStation Portable i NDS i 28 września 2010 na PlayStation 3.
Gracz wciela się w postać króla Gondoru - Aragorna i bierze udział w walkach z siłami ciemności o których opowiada burmistrz Hobbitonu Sam Gamgee. W trakcie gry gracz może wziąć udział w bitwach i przygodach Aragorna z różnych okresów jego życia. Do dyspozycji gracz ma 3 rodzaje broni: miecz, łuk i włócznię.
Wersja gry przeznaczona dla konsoli PlayStation 3 wykorzystuje możliwości kontrolera ruchu PlayStation Move.